# Callopistes flavipunctatus
Callopistes flavipunctatus är en ödleart som beskrevs av  Duméril och BIBRON 1839. Callopistes flavipunctatus ingår i släktet Callopistes och familjen tejuödlor. Inga underarter finns listade.